# 安峇斯路
安峇斯路位于新加坡马里士他区。马来电影制作公司（MFP）和邵氏兄弟制片场均位于此处。1930年代至1980年代期间曾拍摄许多著名马来电影，包括巨星比·南利主演的许多经典电影。

## 名称
Jalan Ampas这个名称源自早期的甘蔗种植园。在马来语中，“ampas tebu”（1972年后的拼写为hampas tebu）指的是将甘蔗压榨提取汁液后剩下的纤维浆。

## 历史
1947年，在马来电影制作公司的旗帜下，邵氏兄弟在该地区建立了一个电影工作室，被称为“马来电影的黄金时代”。在1950年代和1960年代的鼎盛时期，该工作室制作了超过160部电影。到访工作室的著名人物包括美国演员约翰·韦恩、艾娃·加德纳和马来西亚国父东姑阿都拉曼。在此期间，这条路成了工作室的代名词。
该工作室培养了许多马来电影明星，如比·南利、阿都阿兹·萨塔尔。《Seniman Bujang Lapok》和《Ibu Mertua-ku》等电影一经推出便成为了当时热门和经典的作品。然而，由于马来电影需求的缺乏，该工作室于1967年停止了制作并正式关闭。至今仍然有许多电影珍藏及保存在其中。